# Savanes xériques du Kalahari
Localisation
Les savanes xériques du Kalahari sont une écorégion faisant partie du biome des déserts et terres arbustives xériques de l'écozone afrotropicale ; elles s'étendent au nord-ouest de l'Afrique du Sud, au sud du Botswana et au sud-est de la Namibie.
Quoiqu'il s'agisse d'une zone semi-aride, elle présente une importante diversité d'oiseaux migrateurs et de grands mammifères, herbivores et carnivores.

## Géologie
L'écorégion s'étend dans les plaines du bassin du Kalahari, qui présentent des sols sableux, pauvres en nutriments et oxydés, ce qui leur donne leur caractéristique couleur brun rougeâtre. On y trouve des diamants, du cuivre et du charbon.

## Climat
La majeure partie de la région se situe à 1 000 m d'altitude, ce qui, conjugué avec les hautes pressions qui règnent sur la région et la barrière climatique créée par le Drakensberg, conditionne le climat local.
Le climat est subtropical avec une température annuelle moyenne d'environ 20 °C, semi-aride avec des précipitations moyennes qui s'étagent entre 150 et 500 mm/an, à saison humide d'été (type "kalaharien").
L'amplitude thermique absolue est assez importante avec un minimum absolu de −14 °C et un maximum absolu de plus 45 °C.
À Rietfontein, dans la Municipalité du district de ZF Mgcawu (province du Cap-Nord en Afrique du Sud à la lisière de la Namibie, les amplitudes mensuelles moyennes sont comprises entre 15,6 °C en été (février) et 21,6 °C en hiver (juillet).
Les précipitations sont très variables d'un endroit à l'autre, même à seulement quelques kilomètres de distance. Les variations inter-annuelles en quantité sont aussi très fortes, de 25 % à l'est et de 40 % à l'ouest. Ces variations sont une caractéristique des climats (semi-)arides. Ces précipitations se manifestent fréquemment sous forme d'orages courts et violents. Le nord-est reçoit les pluies les plus abondantes, tandis que le sud-est en reçoit moins.

## Faune et flore

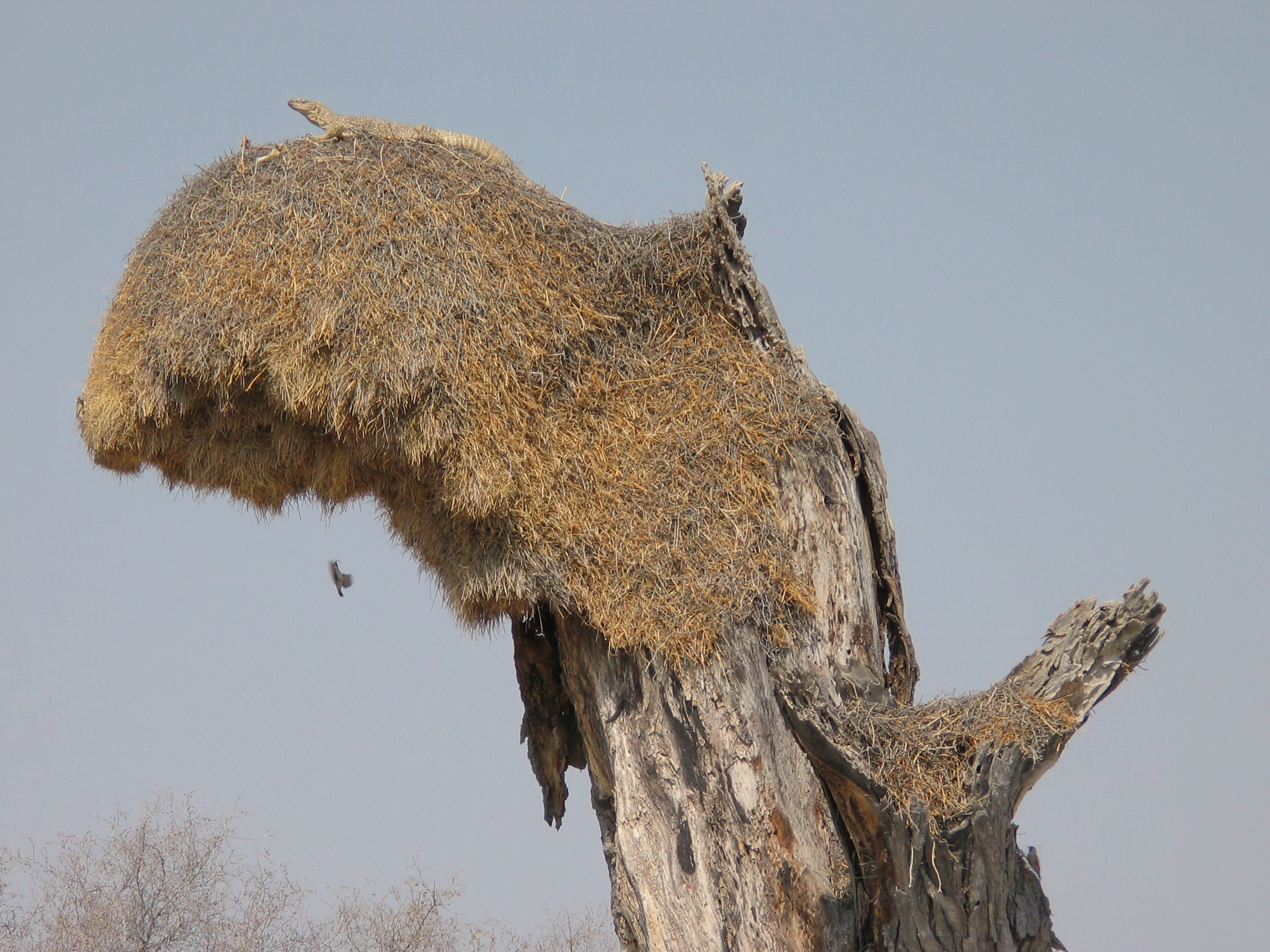
Un varan sur un gigantesque nid collectif typique des républicains sociaux.

L'endémisme de la faune et de la flore est très faible dans l'écorégion, estimé à 3 % environ pour les espèces de plantes.
Dans les parties les moins arides, la formation végétale est une savane herbeuse ouverte, parsemée d'arbres. Dans les zones plus sèches, on trouve les grands arbres dans les anciens lits des rivières, tandis que les dunes n'abritent que peu d'arbres.
La diversité des mammifères à tous les niveaux de la chaîne alimentaire est remarquable pour un milieu aussi aride et oligotrophe. Les grands prédateurs sont nombreux, notamment dans les zones protégées. Certains ont développé de remarquables facultés d'adaptation comportementale au difficile climat, notamment le « lion du Kalahari », qui n'est pas une sous-espèce, mais qui a développé des modes de chasse spécifiques nettement différents de ses congénères. De manière similaire, les ongulés ont développé des stratégies de reproduction adaptées.
Les espèces typiques sont, pour la flore, Acacia erioloba et, pour la faune, l'oryx gazelle, le républicain social (un passereau) et le lion du Kalahari.

## Menaces et protection
Environ 18 % de l'écorégion est sous statut protégé et la collaboration entre le Botswana et l'Afrique du Sud permet la libre circulation transfrontalière pour les animaux (et les touristes…). Depuis les années 1960, la principale menace est constituée par l'érection de barrières pour les besoins de l'agriculture et de l'élevage. Cela a entraîné une importante chute du nombre d'animaux car certains, moins bien adaptés que d'autres à l'aridité, migrent lorsque la nourriture et l'eau font défaut. Après l'extraction minière, l'agriculture est le deuxième secteur économique au Botswana, et les pâturages enclos pour les troupeaux domestiqués sont donc nombreux. Le lycaon est l'espèce la plus menacée, en danger d'extinction, du fait de l'éradication de ses proies par les agriculteurs et de la chasse dont il est victime.